# Anelaphus
Anelaphus är ett släkte av skalbaggar. Anelaphus ingår i familjen långhorningar.

## Dottertaxa tillAnelaphus, i alfabetisk ordning[1]
- Anelaphus albofasciatus
- Anelaphus albopilus
- Anelaphus badius
- Anelaphus belkini
- Anelaphus brevidens
- Anelaphus cerussatus
- Anelaphus cinereus
- Anelaphus cinnabarinum
- Anelaphus colombianus
- Anelaphus crispulum
- Anelaphus curacaoensis
- Anelaphus daedaleus
- Anelaphus davisi
- Anelaphus debilis
- Anelaphus dentatus
- Anelaphus eximium
- Anelaphus extinctus
- Anelaphus fasciatum
- Anelaphus giesberti
- Anelaphus guttiventre
- Anelaphus hirtus
- Anelaphus hispaniolae
- Anelaphus hoferi
- Anelaphus inermis
- Anelaphus inflaticollis
- Anelaphus inornatum
- Anelaphus jansoni
- Anelaphus lanuginosus
- Anelaphus maculatus
- Anelaphus martinsi
- Anelaphus michelbacheri
- Anelaphus misellus
- Anelaphus mutatum
- Anelaphus nanus
- Anelaphus nitidipennis
- Anelaphus niveivestitus
- Anelaphus panamensis
- Anelaphus parallelus
- Anelaphus piceus
- Anelaphus pilosus
- Anelaphus praeclarus
- Anelaphus pumilus
- Anelaphus punctatus
- Anelaphus robi
- Anelaphus rusticus
- Anelaphus simile
- Anelaphus souzai
- Anelaphus sparsus
- Anelaphus spurcus
- Anelaphus subdepressum
- Anelaphus subfasciatus
- Anelaphus subinermis
- Anelaphus submoestus
- Anelaphus subseriatus
- Anelaphus tikalinus
- Anelaphus transversus
- Anelaphus tuckeri
- Anelaphus undulatum
- Anelaphus vernus
- Anelaphus villosus
- Anelaphus yucatecus